# Jolán Kleiber-Kontsek
Jolán Kleiber-Kontsek (Budapest, 29 de agosto de 1939-Budapest, 20 de julio de 2022) fue una atleta húngara, especializada en la prueba de lanzamiento de disco en la que llegó a ser medallista de bronce olímpica en 1968.

## Carrera deportiva
En los JJ. OO. de México 1968 ganó la medalla de bronce en el lanzamiento de disco, llegando hasta los 54.90 metros, tras la rumana Lia Manoliu que con 58.28 metros batió el récord olímpico, y la alemana Liesel Westermann (plata).